# Pikku Marsijärvi
Pikku Marsijärvi är en sjö i Gällivare kommun i Lappland och ingår i Kalixälvens huvudavrinningsområde. Sjön har en area på 0,0552 kvadratkilometer och ligger 378,1 meter över havet.

## Delavrinningsområde
Pikku Marsijärvi ingår i det delavrinningsområde (748912-173322) som SMHI kallar för Utloppet av Lavajärvi. Medelhöjden är 387 meter över havet och ytan är 4,1 kvadratkilometer. Det finns inga avrinningsområden uppströms utan avrinningsområdet är högsta punkten. Vattendraget som avvattnar avrinningsområdet har biflödesordning 5, vilket innebär att vattnet flödar genom totalt 5 vattendrag innan det når havet efter 226 kilometer. Avrinningsområdet består mestadels av skog (63 procent) och sankmarker (10 procent). Avrinningsområdet har 1,08 kvadratkilometer vattenytor vilket ger det en sjöprocent på 26,3 procent.